# Get goal!
「Get goal!」（ゲットゴール）は、RO-KYU-BU!の楽曲。同ユニット2枚目のシングルとして2013年7月10日にワーナー・ホーム・ビデオから発売された。

## 概要
第1期に引き続き、蒼山サグのライトノベルを原作とするテレビアニメ『ロウきゅーぶ！SS』の主題歌を収録したシングル。歌は、『ロウきゅーぶ！』のメインキャラクターを演じる声優5人で結成されたRO-KYU-BU!（花澤香菜、井口裕香、日笠陽子、日高里菜、小倉唯）が担当している。
初回限定盤には前作「SHOOT!」同様、RO-KYU-BU!の5人とテレビアニメに篁美星役で出演した伊藤静が出演したPVとメイキング映像を収録した特典DVDが同梱され、更に今作には2013年9月29日にさいたまスーパーアリーナで開催されたライブ『RO-KYU-BU! LIVE 2013』のチケット優先販売抽選申込券が封入されていた。
表題曲「Get goal!」、カップリング曲「Rolling! Rolling!」ともに、前作「SHOOT!」に収録された2曲と同じメンバーで作詞・作曲・編曲されている。「SHOOT!」同様「Get goal!」は、のちに発売されたキャラクターソングシングルシリーズ「「ロウきゅーぶ！SS」Character Songs」の01〜05のカップリングに、それぞれを担当するキャラクターの声優によるソロリミックスバージョンが収録されている。
前作同様、表題曲「Get goal!」にはダンスが付けられ、振り付けはRO-KYU-BU!のライブなどでも振り付けを担当している能登有沙が担当した。PVの一部でダンスの映像が使われている他、ダンスシーンのみを収録したPVがこのシングルとBlu-ray Disc『RO-KYU-BU! LIVE TOUR 2011-Fantastic Game-』の同時購入者に配布された。「Rolling! Rolling!」にも振り付けがされ、ライブ『RO-KYU-BU! LIVE 2013-FINAL LIVE-』で披露されている。
2013年7月29日付のオリコン・週間シングルチャートにて初登場11位を獲得。

## 収録曲
1. Get goal! [4:19]
作詞：KOTOKO、作曲・編曲：八木沼悟志
  - テレビアニメ『ロウきゅーぶ！SS』オープニングテーマ
2. Rolling! Rolling! [4:31]
作詞・作曲：桃井はるこ、編曲：渡辺剛
  - テレビアニメ『ロウきゅーぶ！SS』エンディングテーマ
3. Get goal! -Instrumental-
4. Rolling! Rolling! -Instrumental-

## 収録アルバム
| 曲名                              | アルバム         | 発売日        |
| --------------------------------- | ---------------- | ------------- |
| Get goal!                         | 『Dear friends』 | 2013年10月5日 |
| Rolling! Rolling! -Album Version- | 『Dear friends』 | 2013年10月5日 |